# Seriógovo
Seriógovo (en rus: Серёгово) és un poble de la República de Komi, a Rússia, segons el cens del 2010 tenia 483 habitants.